# Academia de la Flota Estelar

Logo de la Flota Estelar

En el universo ficticio de Star Trek, la Academia de la Flota Estelar es la institución donde se entrena a los reclutas del cuerpo de oficiales de la Flota Estelar . Fue creado en el año 2161, al fundarse la Federación Unida de Planetas . El lema de la Academia es "Ex astris, scientia " ("De las estrellas, conocimiento"), lo que es una variación del lema de la misión Apolo 13 " Ex luna, scientia " ("De la luna, conocimiento"). A su vez, el lema del Apolo 13 se inspiró en "Ex scientia, tridens" , el lema de la Academia Naval de los Estados Unidos, que significa "Desde el conocimiento, el poder marítimo".

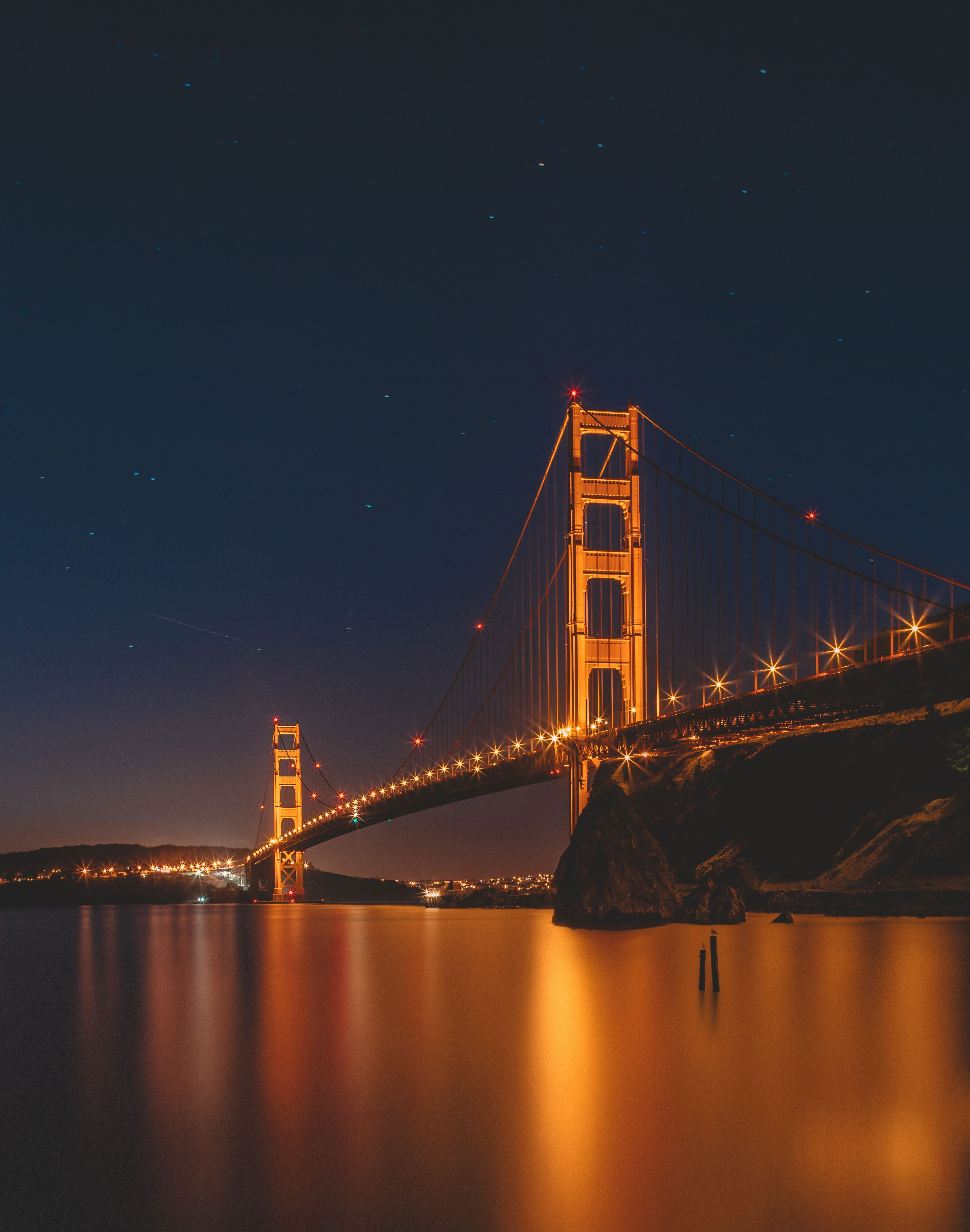
Desde la Academia de la Flota Estelar se aprecia el Golden Gate, el cual aparece en el logotipo de la Academia.

El campus principal de la Academia se encuentra en el Cuartel General de la Flota Estelar en la Tierra y alrededor de lo que ahora es Fort Baker, 37°50′10″N 122°28′44″O / 37.8360614, -122.4788979 California, al otro lado del Golden Gate desde San Francisco en lo que ahora es el condado de Marin. También hay otros campus situados en otras localizaciones; por ejemplo, Tom Paris estudió en un campus de la Flota en Marsella, Francia .
El episodio de Star Trek: La Nueva Generación "Mayoría de Edad" giraba en torno al primer intento de Wesley Crusher de ingresar en la Academia de la Flota Estelar, e incluye muchos detalles del examen de ingreso a la Academia. Los estudiantes admitidos se someten a un programa académico y de formación de cuatro años, después de lo cual suelen ser comisionados como alférez .
Uno de los jardineros de la Academia es un hombre llamado Boothby, un personaje interpretado por Ray Walston que aparece por primera vez en el episodio "La Primera Obligación" de Star Trek: La Nueva Generación . Boothby ha ofrecido consejos y se ha interesado en las carreras de muchos estudiantes, incluidos Jean-Luc Picard y Kathryn Janeway, llegando a ser capitanes ambos.
Los ciudadanos que no pertenecen a la Federación deben ser avalados por escrito, por un oficial de la Flota Estelar que esté en puestos de mando, antes de poder realizar el examen de ingreso. El comandante Benjamin Sisko escribió una carta de este tipo para Nog en 2371 cuando solicitó el ingreso en la Flota Estelar en el episodio  "Corazón de Piedra " de Star Trek: Espacio Profundo Nueve . (El periodo que pasa Nog en la Academia se refleja en la serie de cómics de Starfleet Academy, donde es un personaje principal. )
En la serie precuela Star Trek: Enterprise, la "Academia" es mencionada por el Comandante Tucker en el piloto "Broken Bow" (que tiene lugar en 2151), pero no queda claro si se refiere a la Academia de la Flota Estelar o alguna otra academia militar . (Otro episodio de la serie dejó claro que West Point todavía está en funcionamiento, por lo que el Tucker fuera a otra "academia" es posible. ) Si Tucker se refería a la Academia de la Flota Estelar, entonces su fundación debe haber sido mucho antes de 2151; en consecuencia, esto sería una alteración de retrocontinuidad narrativa, a menos que la academia de la FUP tuviera como precedente una academia de la Tierra Unida que tuviera el mismo nombre. Sin embargo, dada la historia de Reed con la Marina Real británica todavía existente (todavía referida a una flota naval mayormente oceánica), se supone que Dartmouth y las instituciones de formación de oficiales comparables eran entidades separadas todavía.
En 1997, Interplay y High Voltage Software lanzaron un videojuego con una historia que transcurre en la Academia, llamado Star Trek: Starfleet Academy.
Dentro de los intentos de relanzar la franquicia tras la cancelación de Star Trek: Enterprise, se propuso una serie de televisión basada en la Academia de la Flota Estelar, pero llegó a la fase de producción. Un primer borrador del guion de Star Trek VI: Aquel País Desconocido  presentaba un flashback a la época del Capitán Kirk en la academia. Según el productor Harve Bennett, esa versión de la sexta película llegó al casting preliminar, supuestamente ofreciendo a Ethan Hawke el papel del Capitán Kirk y a John Cusack el de Spock . Un guion no producido de Star Trek Voyager mostraba que Tom Paris y Ro Laren habían asistido juntos a la Academia.
En 2020, se dio la noticia de que CBS estaba desarrollando una serie de televisión de la Academia de la Flota Estelar.

## Localizaciones de filmación
El jardín japonés, ubicado en los terrenos de la planta de recuperación de agua Tillman en Van Nuys, California, diseñado por el arquitecto de California Anthony J. Lumsden, 333 millas (535,9 km) sur, se utilizó para filmar el campus principal de la academia cerca de San Francisco; Se superpusieron imágenes del puente Golden Gate para que pareciera que la escena se encontraba en la bahía de San Francisco.

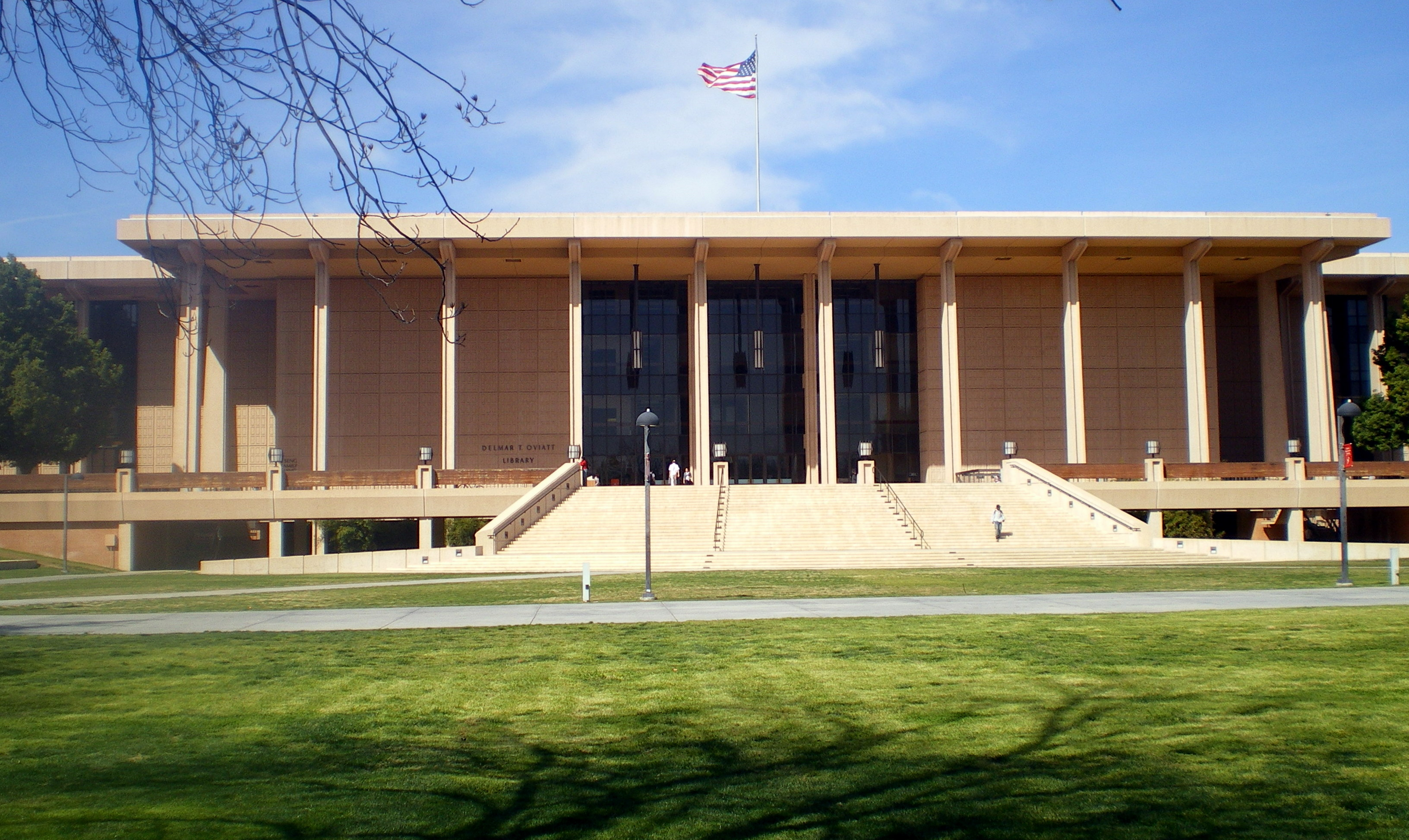
Biblioteca Oviatt

En 2009, el exterior de la Biblioteca Oviatt en la Universidad Estatal de California, Northridge, se utilizó para representar la Academia de la Flota Estelar en el largometraje Star Trek de JJ Abrams .

## Academia Médica de la Flota Estelar
La "Academia Médica de la Flota Estelar" se encarga de formar al personal médico de la Flota Estelar. Acepta sólo 200 estudiantes al año. Se trataría de uno de los campus asociados a la Academia de la Flota.[cita requerida]